# Masa real
La masa real es una confitura filipina que originó en la ciudad de Mandaue, en la provincia de Cebú. Es básicamente una masa cuyos ingredientes son maníes pulverizados mezclados con un almíbar dulce. Este manjar tiene una textura arenosa que eventualmente deviene blanda.